# Projet Venona
Le projet Venona est le travail de cryptanalyse effectué par les services de renseignement américains pour tenter de casser les codes des communications des services de renseignement soviétiques, émises de 1940 à 1948. Ce dispositif dura de 1943 à 1980 et permit de déchiffrer partiellement ou totalement environ 3 000 messages. Ces messages déchiffrés furent, durant les premières années de la guerre froide, une source importante d'information sur les activités des services de renseignement soviétiques, permettant notamment de découvrir le réseau des « cinq de Cambridge » et de plusieurs espions travaillant dans le domaine nucléaire.
Le programme était un des plus secrets de son époque. Venona est le dernier nom de code du classement, utilisé à partir de 1961 par les États-Unis et par la Grande-Bretagne. L'opération fut déclassée et rendue publique en 1995.

## Contexte
L'effort américain de décrypter des communications soviétiques qui aboutit à Venona débuta en février 1943, ordonné par le chef adjoint du renseignement militaire, Carter W. Clarke. Clarke ne faisait pas confiance à Staline et craignait que l’Union soviétique ne signe un traité de paix séparé avec l’Allemagne, permettant ainsi à l’Allemagne de concentrer sa force militaire sur la Grande-Bretagne et les États-Unis.
Les « casseurs de code » du Signals Intelligence Service, communément appelé Arlington Hall (en), avaient à leur disposition de grandes quantités de trafic chiffré émis par les services diplomatiques et commerciaux de l'URSS. Ce trafic était intercepté soit par des stations d'écoute, soit photographié dans les postes de censure instaurés dans les bureaux des opérateurs de télécommunications pendant la Seconde Guerre mondiale.
Ce trafic, en partie chiffré selon un système à masque jetable, fut gardé et analysé en secret par une centaine de cryptanalystes pendant environ quarante années, dès le début des années 1940. À cause d’une grave erreur des chiffreurs soviétiques – la réutilisation de clés supposées ne servir qu’une fois – une partie des messages fut particulièrement exposée à la cryptanalyse.

## Décryptage

### La percée
De manière générale, les Soviétiques utilisaient un code pour convertir les mots et les lettres en nombres, qui étaient ensuite chiffrés avec une clé à usage unique. S’il est utilisé correctement, le système à clé unique est théoriquement incassable. La cryptanalyse par des casseurs de code américains révéla qu’une partie des clés avaient été réutilisées par les Soviétiques (plus spécifiquement des morceaux de clés, pas les clés entières), ce qui permettait le décryptage (quelquefois partiel) d’une petite partie du trafic.
La génération de clés à usage unique était à l’époque un processus lent et demandant beaucoup d’efforts, et la guerre avec l'Allemagne à partir de juin 1941 créa un besoin de plus en plus grand de clés secrètes. Il est fort probable que les opérateurs chargés de générer les codes soviétiques aient commencé à dupliquer les clés de chiffrement pour pouvoir répondre à la demande.
En octobre 1943, l'analyse de milliers de messages du trafic « commercial » (ce trafic traitait principalement du commerce soviétique, d’où son nom) par des calculateurs mécaniques montra que les Soviétiques faisaient du recyclage de clés, offrant un espoir de décrypter les messages.

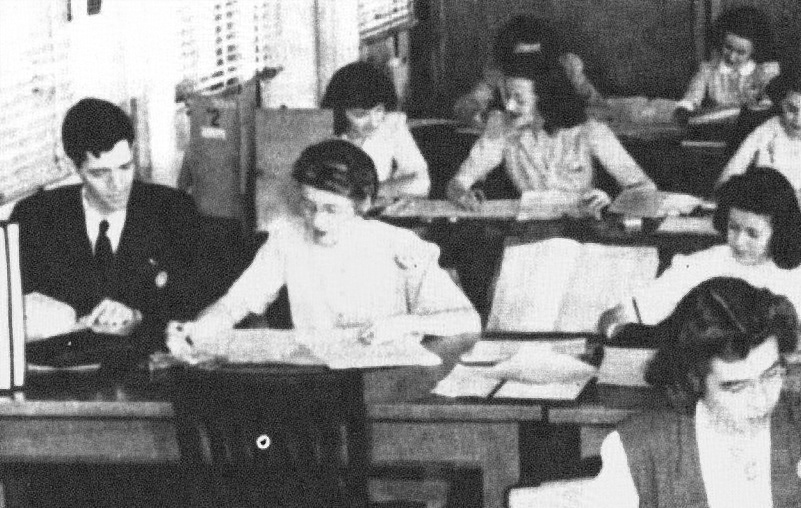
Meredith Gardner (à l'extrême-gauche) ; la plupart des autres cryptanalystes étaient de jeunes femmes.

Le jeune Meredith Gardner (employé par ce qui deviendra plus tard la NSA) utilisa toutes ces données pour décrypter ce qui s’avéra être du trafic du ministère de l’Intérieur soviétique (le NKVD, et plus tard du renseignement militaire soviétique, le GRU), en reconstruisant le code utilisé pour convertir les textes en nombres. Samuel Chew et Cecil Phillips ont activement participé à ce décryptage. Le 20 décembre 1946, Gardner mit au jour les premiers morceaux de données décryptées, qui révélèrent l’existence d’espions soviétiques au sein du projet Manhattan.
D’autres espions soviétiques occupaient un poste à Washington, à la Trésorerie, au bureau stratégique (Office of Strategic Services), et même à la Maison-Blanche. Lentement mais sûrement, à l’aide de techniques variées allant de l’analyse de trafic à l’utilisation d’indices, de plus en plus de messages furent décryptés.
Il a parfois été affirmé que des informations furent obtenues physiquement, par la récupération de livres de clés ou grâce à des écoutes clandestines de salles d’ambassade (le bruit des touches lors de l’entrée du texte dans les machines d’encryptage pouvait être analysé et retranscrit). Ces informations contribuèrent à décrypter la majorité des messages. Ces affirmations sont démenties par les histoires officielles du programme Venona. Les premiers décryptages découlent d'un travail purement cryptanalytique.
Les cryptanalystes américains reçurent par la suite trois sources d'aide extérieure : la défection du chiffreur soviétique Igor Gouzenko, qui fut interrogé par les Américains ; des messages chiffrés et en clair dérobés par le FBI lors du cambriolage d'un bureau de la société Amtorg en 1944 (partagés en 1948) ; et du matériel de chiffrement saisi par les Finlandais dans le consulat soviétique de Petsamo le 22 juin 1941 (peu avant la guerre de Continuation). D'abord partagés avec leurs alliés allemands et japonais, les éléments parvinrent aux Alliés par plusieurs voies (fuite des experts finlandais chez les Britanniques, capture de copies en Allemagne).
Aucune de ces sources ne permit directement de casser les messages attaqués par le programme Venona ; en donnant des informations générales sur les services de chiffrement soviétiques, elles fournirent toutefois des indications qui permirent de progresser plus rapidement.

### Résultats
La NSA rapporte (en se basant sur les numéros de séries des câbles du projet Venona) que sur les milliers de messages envoyés, seulement une fraction fut accessible aux cryptanalystes. Parmi les quelques centaines de milliers de textes cryptés interceptés, il ressort qu’environ 3 000 messages furent partiellement ou totalement décryptés. La proportion de réussite varie considérablement en fonction du code utilisé, du changement de clés et du volume de messages disponibles. Ainsi, environ 50 % des échanges de 1943 entre le bureau du GRU naval à Washington et Moscou furent cassés, contre aucun d'une autre année. En ce qui concerne le trafic du bureau du KGB de New York avec Moscou, 1,8 % des messages échangés en 1942 furent décryptés, 15 % des messages de 1943 et 49 % des messages de 1944. Quant au bureau du KGB de Washington, seulement 1,5 % des messages de 1945 purent être lus.
Les Soviétiques apprirent l’existence des décryptages par Venona peu après les premiers décryptages. L'ancien agent du KGB Elizabeth Bentley dit que le KGB avait eu vent du projet dès 1944. Un linguiste russe, William Weisband, travailla à la section russe d'Arlington Hall de 1945 à 1950, date à laquelle le FBI le soupçonna d'être un agent du KGB. Ironie du sort, Weisband fut dénoncé par un autre agent du KGB découvert par Venona. Weisband n'était pas cryptanalyste. Il était cependant ami avec de nombreuses personnes à Arlington Hall (Meredith Gardner se souvient que Weisband était à ses côtés lorsqu'il décrypta le premier message Venona parlant du projet Manhattan, en décembre 1946). Weisband fut immédiatement suspendu ; il ne fut toutefois jamais inculpé pour espionnage. À ce moment, le KGB avait un autre agent pouvant l'informer sur Venona, Kim Philby, qui devint représentant de liaison du Secret Intelligence Service (MI6) aux États-Unis en 1949 et recevait à ce titre des traductions Venona de manière régulière.
Les Soviétiques ne savaient probablement pas quelle proportion de leurs messages était correctement décryptée. Il est probable qu'ils n'apprirent les détails de Venona que vers 1947, alors que tous les messages exploitables par Venona avaient été transmis et analysés. C'est sans doute à la suite de cette information que le KGB prévint en octobre 1949 certains de ses agents qu'ils risquaient d'être découverts, permettant ainsi à Morris et à Lona Cohen de fuir (les époux Cohen formeront par la suite un autre réseau d'espionnage au Royaume-Uni sous le nom de Peter et Helen Kroger).

### Difficultés d'exploitation judiciaire
Le 1er février 1956, Alan H. Belmont prépara une note pour le FBI à propos des enjeux du programme Venona et des perspectives offertes par la cryptanalyse pour les poursuites judiciaires. Il y considérait qu'il n’était pas dans les intérêts des États-Unis de se baser sur les informations fournies par Venona pour engager des poursuites judiciaires. Même si les messages décryptés corroboraient par exemple les propos d’Elizabeth Bentley lors de son procès et avaient permis la poursuite judiciaire de Judith Coplon et des groupes Perlo et Silvermaster. La note avançait les raisons pour lesquelles les informations issues des décryptages du projet Venona étaient difficilement utilisables à des fins judiciaires.
L'un des principaux points de difficulté résidait dans la procédure. Un avocat de la défense pouvait arguer que ces « preuves décryptées » étaient des « ouï-dire » et non pas des preuves à part entière. Il pouvait invoquer en particulier le fait que ni l’officiel soviétique émetteur du message, ni l’officiel soviétique récepteur ne pouvaient évidemment témoigner dans l’affaire. En réponse, le FBI avança que les messages décryptés pouvaient être utilisés, en tant qu’exception à la règle du « ouï-dire », en se basant sur les témoignages des experts cryptographes.

### Enjeux
Les messages décryptés fournirent d’importantes informations sur le comportement des Soviétiques dans la période pendant laquelle les clés étaient réutilisées. Lors du premier cassage de code, Venona mit au jour la présence d’espions aux Laboratoires nationaux de Los Alamos. L’identité de nombreux espions américains, canadiens, australiens et britanniques au service du gouvernement soviétique, dont Klaus Fuchs, Alan Nunn May et un autre membre du cercle d’espions des Cinq de Cambridge, Donald Maclean, fut découverte. Les décryptages montrent que les États-Unis et d’autres pays étaient des cibles de campagnes massives d’espionnage soviétique, ce dès 1942. Quelque 349 noms de code sont mentionnés dans les messages, chacun décrivant une personne particulière en relation avec les services de renseignements de l’Union soviétique.
Il est raisonnable de penser qu’il y a eu bien plus de 349 espions participant à ces opérations, car les messages interceptés restent un échantillon restreint de la totalité des messages qui ont transité. Parmi les personnes identifiées figurent Ethel et Julius Rosenberg, Alger Hiss, Harry Dexter White, le numéro 2 du département du Trésor, Lauchlin Currie, un assistant personnel de Franklin Roosevelt et Maurice Halperin, un chef de section à l'Office of Strategic Services (OSS). L'OSS, ancêtre de la CIA, abritait à tout moment entre quinze et vingt espions soviétiques. Duncan Lee, Donald Wheeler, Jane Foster Zlatowski, et Maurice Halperin, entre autres, faisaient passer des informations à Moscou. Pour ne citer qu’eux, le War Production Board, le Board of Economic Warfare, le Bureau de Coordination des affaires inter-américaines et le bureau d’information sur la Guerre, comptaient une demi-douzaine d’agents infiltrés par les Soviétiques parmi leurs employés. Certains pensent même que presque toutes les agences militaires ou diplomatiques étaient compromises de près ou de loin par l’espionnage soviétique.
Selon un bilan du FBI en 1957, les décryptages Venona ont permis d'identifier 206 agents impliqués dans des affaires d'espionnage, parmi lesquels 87 déjà connus autrement et 119 jusqu'alors inconnus. Sur ces 206 individus, seuls 15 ont été poursuivis en justice. 99 ont quitté les États-Unis, 11 sont décédés, 12 ont coopéré avec le FBI, ce qui laisse finalement 69 suspects d'espionnage toujours en vie et en liberté aux États-Unis et qui n'ont pas été poursuivis faute de preuves.

## Publication du projet
Tout au long du fonctionnement de Venona, peu de personnes en connaissaient l'existence, même dans les plus hautes sphères du gouvernement. Les haut gradés de l’armée, en accord avec le FBI et la CIA, prirent la décision de restreindre la connaissance du projet Venona au seul gouvernement (même la CIA ne faisait pas partie intégrante du projet avant 1952). Le général en chef des armées, Omar Bradley, inquiet des possibles fuites d’informations sensibles qui pouvaient avoir lieu à la Maison-Blanche (compte tenu des antécédents de cette dernière en la matière), décida de tenir le président Truman à l'écart du secret[réf. nécessaire]. Le président reçut seulement des bribes d’informations à travers des rapports du FBI et de la CIA sur les activités de renseignement de l’Union soviétique, sans mention directe du dispositif de leur collecte. Cette culture du secret autour de Venona eut des effets contre-productifs ; Truman en vint à penser que les rapports du FBI, trop élusifs quant aux sources d’information, étaient volontairement exagérés pour des raisons politiques. Il fit de moins en moins confiance au directeur du FBI de l’époque, J. Edgar Hoover[réf. nécessaire].
En 1986, la sortie du livre de Robert Lamphere, The FBI-KGB War, rendit public le fait que des messages codés soviétiques avaient été déchiffrés pendant la Deuxième Guerre mondiale.
Au sein de l'équipe de Venona, Lamphere faisait la liaison avec le FBI pour les activités de décryptage. Il avait une connaissance inégalée des travaux de contre-espionnage qui s'y conduisaient.
Beaucoup de gens à la NSA plaidaient en interne pour rendre publics les détails du projet[réf. nécessaire]. Il fallut attendre 1995 pour que la commission bipartite sur les secrets du gouvernement, présidée par le sénateur Daniel Patrick Moynihan, permette la diffusion des informations sensibles. Moynihan écrivit :

« [La politique du secret américaine] n’a jamais permis aux historiens américains d’avoir accès aux archives de l’histoire du pays. Maintenant, on se retrouve à faire confiance aux archives des services secrets soviétiques à Moscou pour en savoir plus sur ce qui s’est passé à Washington dans les années 50. [...] Les interceptions du projet Venona contenaient des preuves des activités des réseaux d’espionnage soviétiques aux États-Unis, avec les noms, les lieux, les dates de tous les actes d’espionnage. »

L'une des conséquences de rendre publiques ces informations résidait dans le caractère privé des données relatives aux personnes mentionnées ou identifiées dans les décryptages. Certains noms ne furent pas rendus publics car cela aurait constitué une atteinte à la vie privée. Dans au moins un des cas, des enquêteurs indépendants identifièrent un des sujets dont le nom avait été caché par la NSA.
Le manque de sources fiables d’informations a largement alimenté le débat sur le danger de l’espionnage soviétique aux États-Unis. Les anti-communistes avaient peur que bon nombre d’espions soient encore présents au sein des institutions gouvernementales, certains pouvant même être connus des autorités. Ceux qui critiquaient les efforts officiels et officieux pour traquer les communistes pensaient que ces efforts n’étaient en fait qu’une sur-réaction[réf. nécessaire] (dans le contexte du Maccarthisme). L’accès libre aux preuves de Venona aurait sûrement affecté le débat, dans la même mesure qu’il affecte aujourd’hui le débat entre les historiens travaillant sur le sujet. Tout comme la commission Moynihan l'écrivit dans son rapport final :

« Une version raisonnable de l’histoire de cette période commence à voir le jour aujourd’hui. Les messages décryptés de Venona vont certainement apporter une grande quantité d’informations utiles pour apporter enfin un authentique éclaircissement sur cette histoire. Mais à l’époque, le gouvernement américain, et dans une moindre mesure le peuple américain, furent confrontés à des hypothèses et des preuves embarrassantes et terrifiantes. »

## Le projet Venona dans des cas particuliers
Venona a contribué — soit de manière claire, soit de manière ambiguë — à quelques procès d’espionnage. Certains espions connus, comme Theodore Hall, ne furent ni poursuivis, ni publiquement mis en cause, car les preuves de Venona contre eux n’ont jamais été rendues publiques.

### Julius et Ethel Rosenberg
Venona apporta des éléments sur Julius et Ethel Rosenberg, mettant en évidence le fait que Julius était engagé dans des opérations d’espionnage, et qu’Ethel était sa complice. Venona montra que les informations récupérées par Julius n’étaient pas si critiques que l’on avait pu le penser à l’époque (principalement des informations sur des missiles balistiques, mais pas sur le processus de fission nucléaire).

### Alger Hiss
Selon la commission Moynihan, la complicité d’Alger Hiss est clairement établie, tout comme celle de Harry Dexter White. Le sénateur Moynihan déclara après le verdict de la commission que des officiels du gouvernement savaient que Hiss était impliqué mais n’en parlèrent pas de peur de compromettre le secret autour du projet Venona. Cependant, certains auteurs considèrent que les preuves de la culpabilité de Hiss demeurent trop faibles pour mener à une conclusion claire sur son implication.

### Les «cinq de Cambridge»
En avril 1951, le décryptage d'un message Venona permit aux services de contre-espionnage anglo-américains d'identifier le diplomate britannique Donald Maclean comme étant un espion soviétique portant le nom de code HOMER. Cependant, l'agent double et complice de Maclean Kim Philby faisait partie des personnes au courant de ces suspicions et il envoya Guy Burgess prévenir Maclean qu'il était découvert. Maclean et Burgess s'enfuirent à Moscou. Cette fuite soudaine entraîna des soupçons sur Philby, qui fut forcé de démissionner des services secrets britanniques. Une note trouvée dans l'appartement de Burgess jeta également des soupçons sur John Cairncross ; celui-ci fut forcé de démissionner de son poste au ministère du Trésor.
Selon une histoire de la NSA, Venona « donna le début de la révélation du réseau d'espionnage de Philby, qui est sûrement la plus tristement célèbre affaire d'espionnage britannique. Bien que le FBI était déjà sur la piste de Maclean, il aurait pu ne jamais progresser plus loin sans les fragments d'information fournis par Venona. Au strict minimum, ce réseau aurait continué à fonctionner des mois, si ce n'est des années, avant d'être démasqué. »

### L’espionnage soviétique en Australie
La création des Services secrets de renseignement australiens (Australian Security Intelligence Organisation) par le premier ministre travailliste Ben Chifley fut très controversée à l’intérieur même de son parti. Des informations tirées des décryptages du projet Venona établirent clairement que Chifley était motivé par l’obtention de preuves que des agents soviétiques agissaient sur le sol australien. Les enquêtes révélèrent que Wally Clayton (nom de code KLOD), un agent soviétique infiltré au parti communiste australien, était en train de mettre en place un réseau clandestin au sein même du parti pour lui permettre de continuer d’exister malgré les interdictions.

### Gusti Jirku
Cette écrivaine germanophone, journaliste, traductrice du slovène vers l'allemand et née dans l'Empire austro-hongrois séjourne à deux reprises en Union soviétique avant de rejoindre les Brigades internationales. En 1939, elle se réfugie en Suède, acquiert la nationalité suédoise par un mariage de convenance et y reste jusqu'à sa mort en 1978. En 1954, des agents soviétiques transfuges déclarent aux autorités suédoises qu'elle est un agent de renseignement. Après quelques investigations, l'affaire est classée et il fallut attendre 2010 et les recherches de deux historiens, Michael Scholz et Wilhelm Agrell pour faire la lumière sur cette affaire. Ils analysèrent les écrits autobiographiques de Gusti Jirku, les archives policières suédoises et surtout, les télégrammes du projet Venona déclassifiés en 1996. Ils découvrirent que Gusti Jirku avait servi d'informatrice pour les services secrets soviétiques durant la Seconde guerre mondiale, sous le nom de Klara. Les télégrammes établissent qu'elle faisait partie du réseau d'agents de renseignements soviétiques, au moins durant les années 1943-1944 et que son rôle était bien plus important que ce qu'elle a pu déclarer à la police suédoise. Les télégrammes montrent également ses contacts avec le milieu des opposants pacifistes finlandais et qu'elle a transmis les réflexions[pas clair] des Finlandais à ses contacts soviétiques,.

## Critiques
Bien qu’elles soient largement approuvées par de nombreux historiens et académiciens, la pertinence, la précision, voire l’authenticité, des décryptages du projet Venona ont été, dans un certain nombre de cas, remises en question,. La plupart des critiques sur les rapports du projet Venona remettent en cause l’impossible vérification des sources, certaines poussant leurs accusations jusqu’au point d’argumenter que la NSA a réellement fabriqué les décryptages dans le but de discréditer la réputation du Parti communiste des États-Unis d'Amérique et de ses membres. Des recherches dans les archives soviétiques ont corroboré une partie des informations de Venona, notamment les noms de code de plusieurs individus.
Beaucoup restent sceptiques quant aux interprétations faites depuis la divulgation des informations relatives au projet Venona. Victor Navasky, rédacteur et éditeur du journal The Nation, a écrit un éditorial critique des interprétations de John Earl Haynes et de Harvey Klehr relatives aux récents travaux sur l’espionnage soviétique :

« Dans l’annexe A de leur livre concernant le projet Venona, Haynes et Klehr font la liste de 349 noms (et noms de code) de gens dont ils affirment qu’ils ont “eu une relation secrète avec les services de renseignement soviétiques qui est confirmée par le trafic intercepté par Venona.” Cette liste inclut tous les noms depuis Alger Hiss jusqu’à Harry Magdoff, l’ancien économiste du New Deal et le rédacteur en chef marxiste du Monthly Review, ainsi que Walter Bernstein, l’écrivain gauchiste du magazine Yank. Haynes et Klehr réimprimèrent des décryptages de Venona traitant de Magdoff et Bernstein, mais ne prirent pas la peine de leur demander leur version des faits (ni celle d’aucune autre personne vivante de leur liste). Le lecteur ressort donc avec l’impression — infondée — que toutes les personnes listées étaient impliquées dans des affaires d’espionnage, et conséquemment, des historiens autrement minutieux et des journalistes connus avancent maintenant sans complexe Venona comme la preuve que plusieurs centaines d’Américains ont fait partie du réseau d’espions rouges. Ma vision personnelle est plutôt que Venona a été utilisée autant pour approfondir que pour déformer notre connaissance de la guerre froide — non seulement parce que plusieurs chercheurs ont mal interprété les décryptages, mais aussi par le fait qu’en l’absence de preuves irréfutables, les fichiers partiellement décryptés, dans ce monde d’espionnage, sont autant de bombes de désinformation à retardement. »

Navasky essaie de décortiquer le concept d’espionnage. « Il y eut beaucoup d’échanges d’information entre gens bienveillants, marxistes pour la plupart, communistes en partie, certains d’entre eux critiquant le gouvernement américain, d’autres le glorifiant. La grande partie de ces échanges étaient innocents et ne transgressaient aucune loi. D’autres, certes toujours innocents, violaient la loi. Et sans doute y avait-il aussi des agents d’espionnages consciencieux — des deux côtés. »
Nigel West, en revanche, exprime sa confiance dans les décryptages : « Venona reste une ressource d’informations irréfutable, beaucoup plus fiable que les souvenirs glorieux des ex-transfuges du KGB ou que les conclusions douteuses faites par des analystes paranos lobotomisés par leur peur de complots machiavéliques. »
Haynes et Klehr réfutent ceux qui critiquent l’importance et le bien-fondé des informations fournies par Venona en avançant leur naïveté au sujet de l’espionnage soviétique et leur ignorance des preuves. Ellen Schrecker réfute cette interprétation. « Grâce au fait qu’ils offrent des informations sur les polices secrètes des deux côtés du Rideau de fer, il est tentant de traiter les décryptages de Venona de manière moins critique que les documents provenant de sources plus faciles d’accès. Mais il y a toutefois trop de données manquantes dans ces décryptages pour leur accorder une confiance totale. »
Schrecker avait la certitude que ces documents avaient pu établir la culpabilité de beaucoup de personnalités clés de l’espionnage soviétique. Il reste nuancé sur les interprétations des informations par des chercheurs comme Haynes, avançant le fait que « ... la complexité, le nuancement, et une certaine volonté de dépasser une vision manichéenne des choses sont des qualités qui semblent étrangères à Haynes et sa vision de l’Histoire. »